# 本間美咲
本間 美咲（ほんま みさき、1992年10月19日 - ）は、日本の女性声優・ナレーター。埼玉県出身。カレイドスコープ所属。東京アナウンス学院放送声優科中退。血液型はA型。

## 来歴
東京アナウンス学院在学中、株式会社JTBと埼玉県観光課の共同制作アニメへの出演を果たす。これがキッカケで株式会社JTBの社員となり「ちょこたび埼玉観光情報局」の運営に携わる。

## 作品

### アニメ
- 埼玉県国際観光PRアニメ「埼玉高校放送部〜夏の埼玉観光案内〜」- 部長

### ゲーム
- サウザンドメモリーズ- 螺麗の掘削騎士テュレンヌ

### 舞台
- 演劇集団チキンラン第4回公演「Judgement Choice〜君と僕の境界線（ボーダーライン）〜」 - ヴァーミリオン王女

### ラジオ
- komomoちゃんねる
- 才能ブレイクradio STARDREAMER!